# Betlem de Marina
Betlem de Marina o, simplement, Betlem és una possessió del terme d'Artà, situada al peu dels vessants de sa Talaia Freda, al costat del Torrent de s'Aigua Dolça, entre sa Colònia de Sant Pere i la zona d'es Caló. Probablement es tracta d'una antiga parcel·lació de sa Devesa de Farrutx.
Una part dels terrenys de la possessió es troben ocupats per l'«Urbanització de Betlem». Aferrat a les cases hi va existir un petit centre d'aviació militar.

## Descripció
A l'extrem nord de la possessió, ara ocupat en gran part per la urbanització, hi ha el torrent de sa Parada i la zona des Barracar. Les antigues àrees de conreu conserven el nom dels sementers. El sementer de sa Murta ocupava una part de la finca que arriba quasi fins a la mar. El sementer de n'Ambròs arriba fins a les cases. A la zona de s'Aigua Dolça, devora el dolmen pretalaiòtic, els antics camps de conreu estan sent ocupats per la garriga i prop del tirany que va ran de mar s'hi pot veure l'antiga era d'aquestes rotes. S'Aigua Dolça rep aquest nom per una surgència subaquàtica que flueix entre la Pesquera de sa Paret i el Saragall de s'Aigua Dolça. El camí cap a s'ermita de Betlem s'enfila per la zona d'es Cocons cap es Graus.

## Llocs d'interès
Entre les restes prehistòriques cal assenyalar el Dolmen de s'Aigua Dolça. Les cases de possessió, en estat d'abandonament, constitueixen una mostra molt interessant de l'arquitectura popular del segle xix. Un camí, a través d'es Grau, permet l'accés a l'ermita de Betlem.